# Sarcoscypha excelsa
Sarcoscypha excelsa är en svampart som beskrevs av Syd. 1924. Sarcoscypha excelsa ingår i släktet Sarcoscypha och familjen Sarcoscyphaceae.   Inga underarter finns listade i Catalogue of Life.